# War Heroes
War Heroes — посмертный студийный альбом американского гитариста, певца и композитора Джими Хендрикса, издан 1 октября 1972 года.

## Об альбоме
War Heroes третий студийный альбом, который вышел уже после смерти гитариста. Звукоинженером и продюсером альбома был Эдди Крамер и Джон Янсен. Записан в периода  с 1967-го по 1970-й гг.
В альбоме в основном присутствует психоделика, смешанная с блюз и хард-роком. Позже эти песни вошли в альбом First Rays of the New Rising Sun.

## Список композиций
Все песни написал Джими Хендрикс, кроме отмеченных.
Сторона 1
1. «Bleeding Heart» (Elmore James)3:12
2. «Highway Chile» (Re-processed stereo)3:34
3. «Tax Free» (Bo Hansson, Janne Karlsson)4:58
4. «Peter Gunn Catastrophe» (Henry Mancini, Hendrix)2:20
5. «Stepping Stone» 4:11
Сторона 2
1. «Midnight» 5:35
2. «3 Little Bears» 4:16
3. «Beginning» (Mitch Mitchell)4:13
4. «Izabella» 2:51

## Участники записи
- Джими Хендрикс — гитара, вокал, бас-гитара, (1трек)бэк-вокал(9трек)
- Митч Митчелл — ударные
- Билли Кокс — бас-гитара
- Ноэль Рэдинг — бас-гитара(2,3,6 треки)